# جيمس باكستر
جيمس باكستر (بالإنجليزية: James Baxter)‏ هو محرك صور متحركة ‏ بريطاني، ولد في 1 مايو 1967 في برستل في المملكة المتحدة.

## وصلات خارجية
- جيمس باكستر على موقع IMDb (الإنجليزية)
- جيمس باكستر على موقع قاعدة بيانات الفيلم (الإنجليزية)